# Saint-Étienne-les-Orgues
Pour les articles homonymes, voir Saint-Étienne (homonymie).
Saint-Étienne-les-Orgues est une commune française, située dans le département des Alpes-de-Haute-Provence en région Provence-Alpes-Côte d'Azur.
Le nom des habitants de Saint-Étienne-les-Orgues est Stéphanois,.

## Géographie

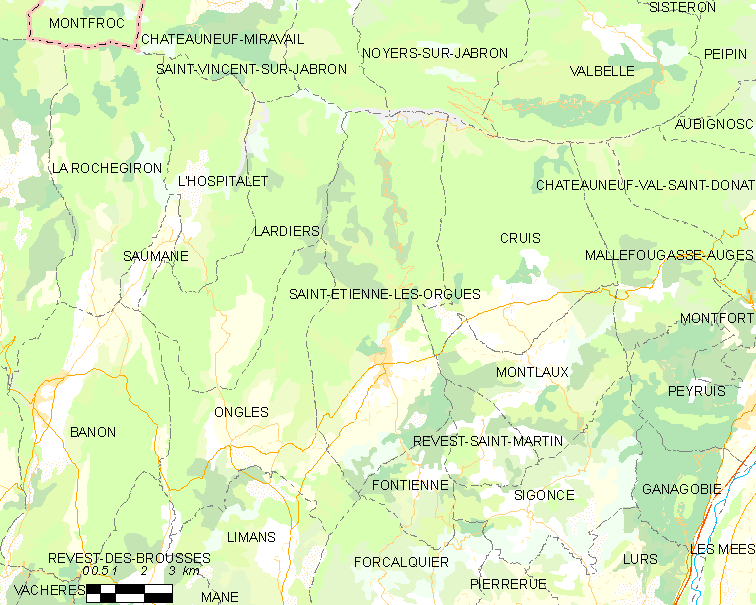
Saint-Étienne-les-Orgues et les communes voisines (Cliquez sur la carte pour accéder à une grande carte avec la légende).

Le village est situé au pied de la montagne de Lure, à 687 m d’altitude et à une dizaine de kilomètres au nord de Forcalquier.
Les communes limitrophes de Saint-Étienne-les-Orgues sont Saint-Vincent-sur-Jabron, Noyers-sur-Jabron, Cruis, Montlaux, Revest-Saint-Martin, Fontienne, Ongles et Lardiers.
Le point culminant de la commune est le signal de Lure (1 827 m). Le sentier de grande randonnée GR 6 passe sur la commune.
La vipère d'Orsini est présente dans la commune.

### Géologie

Massif des Alpes et localisation des Préalpes de Digne

Le territoire se situe sur des formations calcaires provençales du Jurassique supérieur et du Crétacé inférieur (roches sédimentaires issues d'un ancien océan alpin), entre plusieurs formations géologiques majeures des Alpes :
- les chaînons de Lure ;
- la nappe de Digne à l'est[5], au niveau du lobe de Valavoire[6] : il s'agit d'une nappe de charriage, c'est-à-dire d'une dalle épaisse de près de 5 000 m qui s'est déplacée vers le sud-ouest durant l'Oligocène et la fin de la formation des Alpes. Les lobes (ou écailles) correspondent à la bordure découpée à l'ouest de la nappe ;
- la faille de la Durance au sud-est, dans la vallée.

Le flanc sud de la montagne de Lure compte quelques phénomènes karstiques comme l'aven des Cèdres (-172 m), l'aven des Bessons (-76 m) et l'aven de Ravouest (-47 m) qui s'ouvrent sur la commune de Saint-Étienne-les-Orgues.

### Climat
Pour des articles plus généraux, voir Climat de Provence-Alpes-Côte d'Azur et Climat des Alpes-de-Haute-Provence.
En 2010, le climat de la commune est de type climat méditerranéen altéré, selon une étude du Centre national de la recherche scientifique s'appuyant sur une série de données couvrant la période 1971-2000. En 2020, Météo-France publie une typologie des climats de la France métropolitaine dans laquelle la commune est exposée à un climat de montagne ou de marges de montagne et est dans une zone de transition entre les régions climatiques « Provence, Languedoc-Roussillon » et « Alpes du sud ».
Pour la période 1971-2000, la température annuelle moyenne est de 11,4 °C, avec une amplitude thermique annuelle de 17 °C. Le cumul annuel moyen de précipitations est de 944 mm, avec 6,5 jours de précipitations en janvier et 4 jours en juillet. Pour la période 1991-2020, la température moyenne annuelle observée sur la station météorologique de Météo-France la plus proche, « Dauphin », sur la commune de Dauphin à 16 km à vol d'oiseau, est de 12,6 °C et le cumul annuel moyen de précipitations est de 693,2 mm. 
La température maximale relevée sur cette station est de 42,1 °C, atteinte le 28 juin 2019 ; la température minimale est de −16,4 °C, atteinte le 7 février 2012,,.
Les paramètres climatiques de la commune ont été estimés pour le milieu du siècle (2041-2070) selon différents scénarios d'émission de gaz à effet de serre à partir des nouvelles projections climatiques de référence DRIAS-2020. Ils sont consultables sur un site dédié publié par Météo-France en novembre 2022.

### Voies de communication et transports

#### Services autocars

##### Lignes régionales, réseauZou!
Le village est desservi par : 

Logo du réseau Zou !

- 1 ligne Zou ! Alpes-de-Haute-Provence :

| Ligne                           | Tracé                                          |
| ------------------------------- | ---------------------------------------------- |
| Modèle:Bus Zou04/correspondance | Cruis ↔ Saint-Étienne-les-Orgues ↔ Forcalquier |

### Environnement

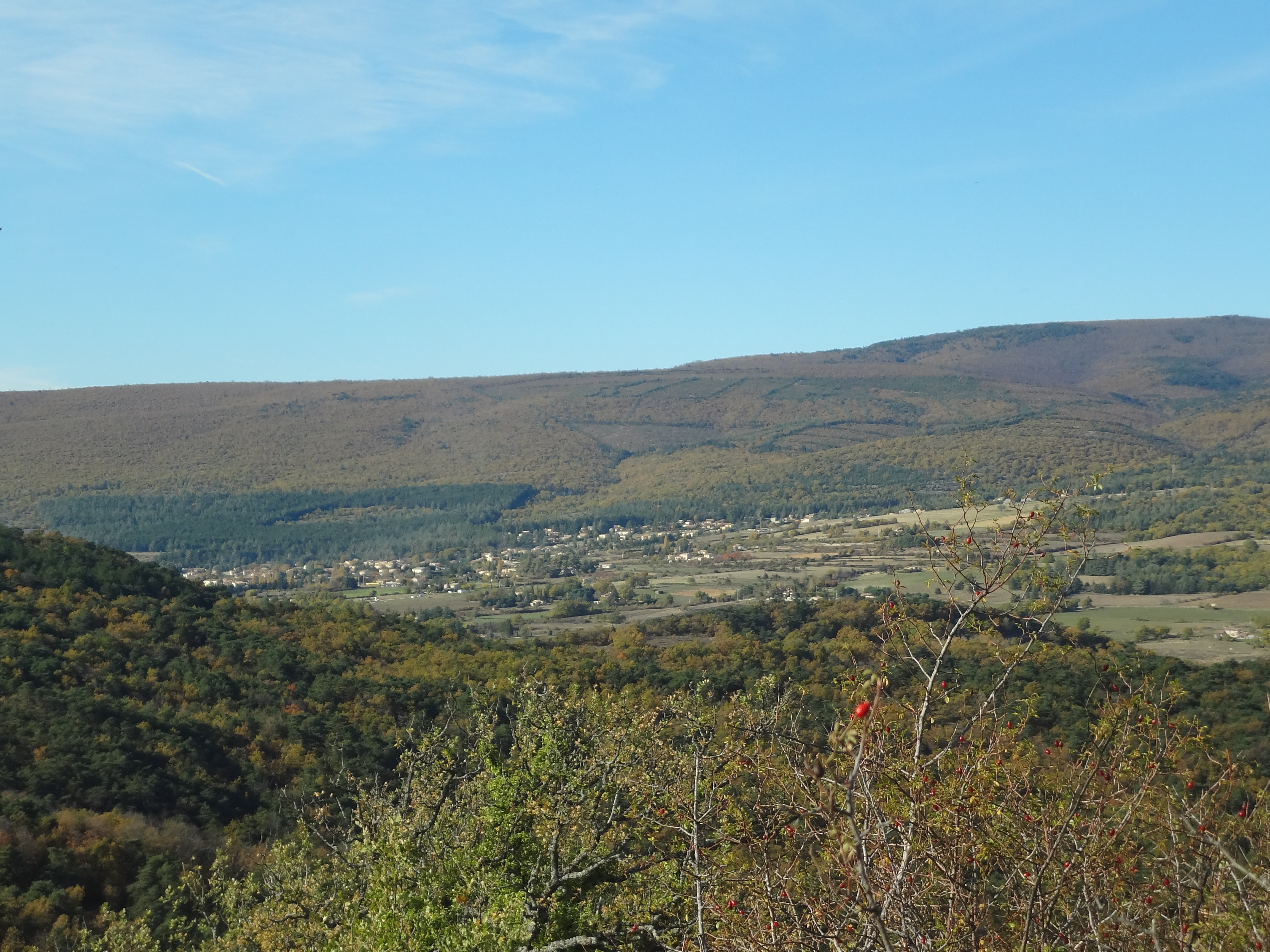
Saint-Étienne-les-Orgues sur les pentes boisées de Lure.

La commune compte 4 350 ha de bois et forêts, soit 90 % de sa superficie.

### Risques majeurs
Aucune des 200 communes du département n'est en zone de risque sismique nul. Le canton de Saint-Étienne-les-Orgues est en zone 1b (sismicité faible) selon la classification déterministe de 1991, basée sur les séismes historiques
, et en zone 3 (risque modéré) selon la classification probabiliste EC8 de 2011. La commune de Saint-Étienne-les-Orgues est également exposée à trois autres risques naturels :
- feu de forêt,
- inondation (dans la vallée de la Bléone),
- mouvement de terrain : quelques versants au sud de la commune sont concernés par un aléa moyen à fort[17].

La commune de Saint-Étienne-les-Orgues n’est exposée à aucun des risques d’origine technologique recensés par la préfecture. Aucun plan de prévention des risques naturels prévisibles (PPR) n’existe pour la commune; le Dicrim existe depuis 2010.
La commune a été l’objet de plusieurs arrêtés de catastrophe naturelle pour des inondations et des coulées de boue en 1994 et 2003.

## Urbanisme

### Typologie
Au 1er janvier 2024, Saint-Étienne-les-Orgues est catégorisée bourg rural, selon la nouvelle grille communale de densité à 7 niveaux définie par l'Insee en 2022.
Elle est située hors unité urbaine. Par ailleurs la commune fait partie de l'aire d'attraction de Forcalquier, dont elle est une commune de la couronne,. Cette aire, qui regroupe 7 communes, est catégorisée dans les aires de moins de 50 000 habitants,.

### Occupation des sols
L'occupation des sols de la commune, telle qu'elle ressort de la base de données européenne d’occupation biophysique des sols Corine Land Cover (CLC), est marquée par l'importance des forêts et milieux semi-naturels (81,1 % en 2018), une proportion sensiblement équivalente à celle de 1990 (81 %). La répartition détaillée en 2018 est la suivante : 
forêts (56,6 %), milieux à végétation arbustive et/ou herbacée (19,1 %), terres arables (10,9 %), zones agricoles hétérogènes (6,1 %), espaces ouverts, sans ou avec peu de végétation (5,5 %), zones urbanisées (1,9 %).
L'évolution de l’occupation des sols de la commune et de ses infrastructures peut être observée sur les différentes représentations cartographiques du territoire : la carte de Cassini (XVIIIe siècle), la carte d'état-major (1820-1866) et les cartes ou photos aériennes de l'IGN pour la période actuelle (1950 à aujourd'hui).

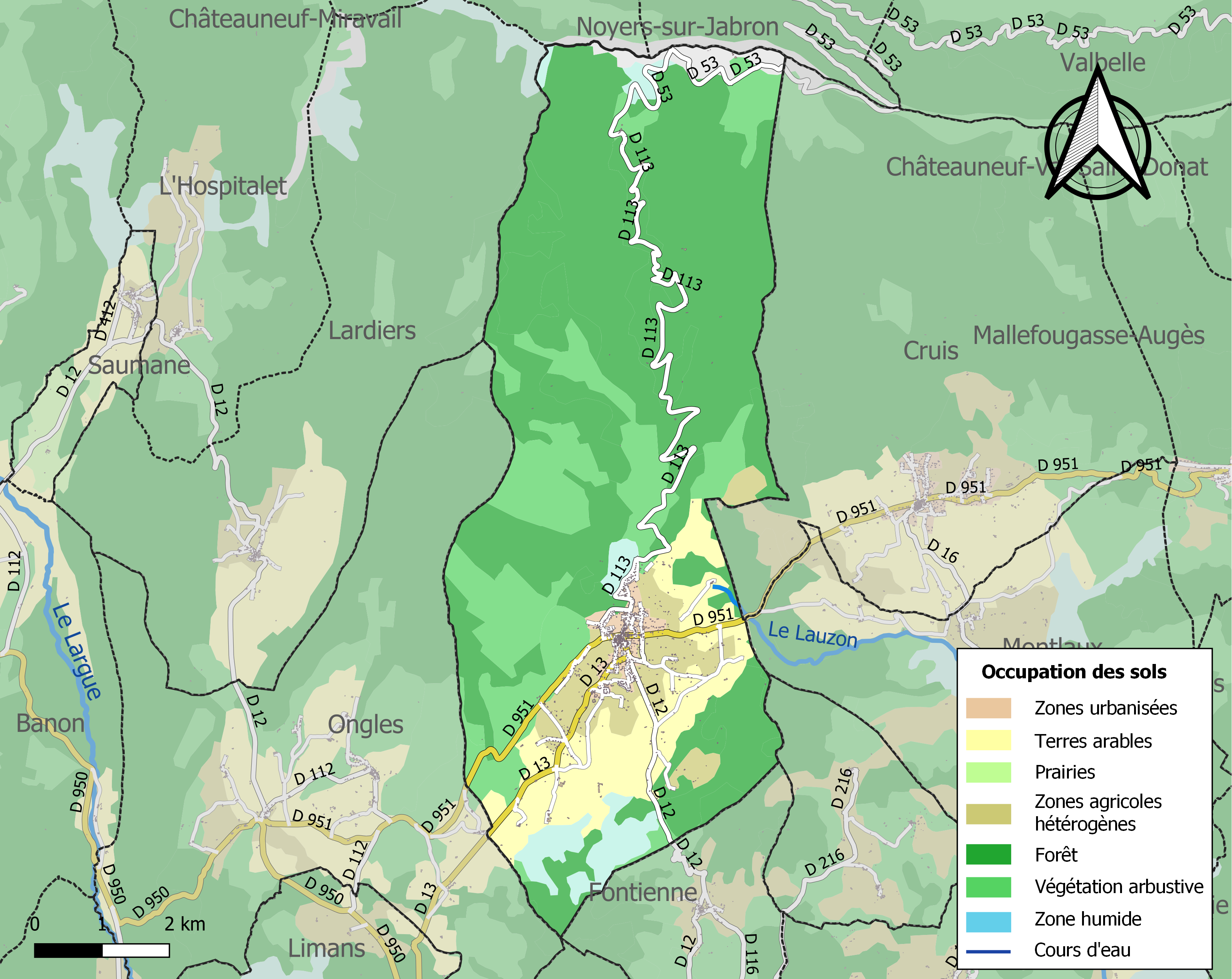
Carte de l'occupation des sols de la commune en 2018 (CLC).

## Toponymie

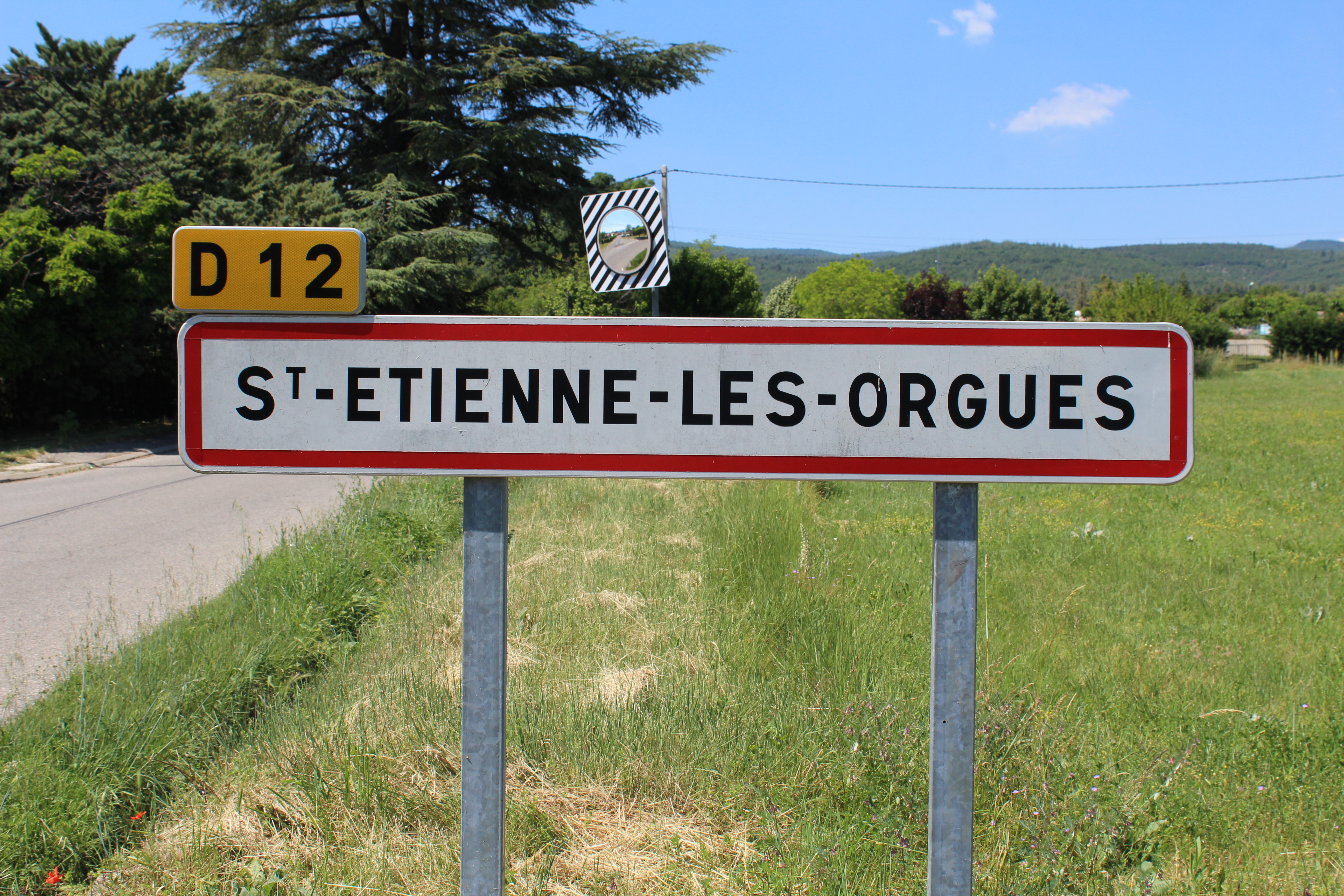
Panneau d'entrée depuis Fontienne.

Deux villages aux origines de Saint-Étienne-les-Orgues;
Saint Étienne :

Au pied de la montagne de Lure, Saint Étienne, qui tient son nom de la chapelle dédiée à ce saint vers 1073 et qui dépendait de l’abbaye Saint Victor de Marseille jusqu’en 1228.
Onègues :

Dominé par une motte où se dresse le château des seigneurs des Orgues, se trouve Ausonica, nom latin qui signifie la « maison d’Auson » ou Onègues en provençal qui donnera "Orgue".
Le nom de la localité apparaît pour la première fois dans un texte qui parle du Castrum Sanctus Stephani et rappelle l'existence du château féodal en ces lieux au XIIe siècle, nommé saint Estève sous sa forme occitane, qui a été francisée par la suite.
Saint Étienne fut le protecteur de la chapelle initiale bâtie vers les années 1073.
Les Orgues dérivent du latin alsonicus, qui désigne une rivière, une source.
Saint-Étienne-les-Orgues se nomme Sant-Estève en occitan provençal.
Saint-Étienne devient Saint-Étienne-les-Orgues le 25 juin 1988.
La crête nommée Sarrière voit son nom dériver de Serre, oronyme qui désigne une crête allongée et hérissée de pointes, en forme de scie.

## Histoire

### Antiquité
Dans l’Antiquité, un itinéraire romain secondaire, venant de la via Domitia pour rejoindre Cruis, traversait la commune. Les Sogiontiques (Sogiontii) peuplent la montagne de Lure, en étant fédérés aux Voconces. Après la Conquête, ils sont rattachés avec eux à la province romaine de Narbonnaise. Au IIe siècle, ce peuple est détaché des Voconces et forme une civitas distincte, avec pour capitale Segustero (Sisteron).
Au plan strictement local, une petite ferme d'époque romaine a été retrouvée dans la vallée.

### Moyen Âge
Alors que le sud-est de la Gaule était une terre burgonde, le roi des Ostrogoths Théodoric le Grand fait la conquête de la région entre la Durance, le Rhône et l’Isère en 510. La commune dépend donc brièvement à nouveau de l’Italie, jusqu’en 526. En effet, pour se réconcilier avec le roi burgonde Gondemar III, la régente ostrogothe Amalasonthe lui rend ce territoire. C’est de cette époque que date la nécropole mise au jour à l’Abadié en 2012, où ont été retrouvées 90 tombes de la fin du Ve et du début du  VIe siècle.
Le village de Saint-Étienne est cité pour la première fois au XIe siècle ou au XIIe (Sanctus Stephanus de Alsonicis). Un premier village s’était à l’origine établi sur le sommet des Orgues (Alsonicis), au sud de l’emplacement actuel, autour d'une motte castrale construite au début du XIe siècle, au lieu-dit collet des Orgues, à 660 m d'altitude,. Il était protégé par un fossé de 6 à 7 m. Deux églises, Sainte-Marie dans Lure, avec un village, et Saint-Étienne, sont données à l'abbaye Saint-Victor de Marseille en 1073 par Guillaume Calcia, seigneur de Montlaux et des Orgues. Les deux communautés d’Alsonicis (« Les Orgues ») et de Saint-Étienne ont vécu parallèlement jusqu'au XVe siècle au moins, le village de Saint-Étienne pouvant être installé ailleurs. En 1271, par exemple, Charles Ier reçoit un hommage de ses vassaux d'Alsonicis, et pendant la guerre de l'Union d'Aix encore, les deux villages constituent deux unités administratives séparées.
L’abbaye Notre-Dame de Lure est fondée légendairement par saint Donat au VIe siècle. Un don de Guillaume IV de Forcalquier à l’abbaye de Boscodon en 1160 permet de fonder un nouveau monastère. Ses abbés ont une haute réputation, ce qui permet à l’abbaye de prospérer. Elle est rattachée au chapitre d’Avignon en 1318, puis progressivement désertée. Les moines passent alors l’hiver à l’Abbadié, dans la vallée et l’abbaye finit par être sécularisée à la fin du XVe siècle.
Au XIIIe siècle, la communauté est rattachée à la viguerie de Forcalquier. La peste noire (1347), puis le passage des troupes de Raymond de Turenne (1390) dévastent totalement le pays, qui est inhabité en 1400, puis encore lors des recensements effectués en 1418 et 1442. La réoccupation du terroir date seulement de la seconde moitié du XVe siècle, ce qui permet de dater l’église de cette époque. La communauté de Saint-Étienne absorbe celle des Orgues à la fin du Moyen Âge (qui ne comptait que 25 feux en 1315, soit deux fois moins que Saint-Étienne).
En 1379, la seigneurie est rattachée à la vicomté de Reillanne, puis en 1720 au marquisat d’Oraison.

### Époque moderne

Situation de Saint Étienne les Orgues au sud de la Montagne de Lure

Diverses dégradations liées aux guerres de religion, puis un glissement de terrain, entraînent la destruction de l’abbaye de Lure. Elle est reconstruite en 1637-1659,, après le miracle du berger ayant entendu des voix.
Au XVIe siècle, un relais de la poste aux chevaux est installé à Saint-Étienne, qui est aussi équipé d’un hôpital à partir de 1593, avec quatre lits pour accueillir les malades pauvres originaires de Saint-Étienne-les-Orgues. Si les malades de passage sont admis à l’occasion, cela reste exceptionnel et l’hôpital, géré par un rectorat comprenant le curé et les plus hauts revenus de la communauté, cherche en général à les faire partir,. L’hôpital accueille aussi des orphelins et gère leurs biens en attendant de leur trouver une famille. Tout au long du XVIIe siècle, sa caisse est alimentée par des dons, qui produisent des rentes versées par le trésorier de la communauté. En 1714, il est déplacé au quartier des Razeaux, sur la route de Cruis, ce qui permet de l’agrandir. En 1763, il est à nouveau installé dans le village, afin que les malades puissent plus facilement bénéficier de la charité des habitants de Saint-Étienne-les-Orgues. Une bergerie est transformé à cet usage ; le nouveau bâtiment est aussi de taille réduite, ce qui convient aux difficultés financières de l’institution à la fin de l’Ancien Régime. Les soins corporels et spirituels sont dispensés par une sœur hospitalière (qui n’est pas une moniale) et un maître-chirurgien : ils voient tous deux leurs appointements se réduire avant la Révolution. Signe des temps, la misère augmente dans les années 1780 et l’hôpital, dans sa fonction d’accueil des pauvres, est d’autant plus indispensable. Et à la fin du XVIIIe siècle, l’hôpital s’approvisionne auprès des marchands-droguistes du village pour les médicaments.
Du XVIIe au XIXe siècle, une activité prospère à Saint-Étienne, permettant même à quelques individualités de s’enrichir : le colportage d’herbes aromatiques et médicinales. Cette activité naît d’abord d’un besoin d’un revenu de complément : à la morte saison, les hommes partent vendre les herbes ramassées sur la montagne de Lure dans les foires et les marchés à divers professionnels dont le métier inclut une activité de soin : herboristes, aux apothicaires, chirurgiens barbiers. Ils voyagent parfois très loin : certains itinéraires vont jusqu’en Lorraine, au Limousin et au Bordelais. Leur réputation s’accroît et permet une professionnalisation de certains au XVIIIe siècle, qui ouvrent alors des boutiques, ou constituent des réseaux avec des auberges-relais. Le colporteur revient de plus avec des produits des pays visités. La professionnalisation se traduit aussi par l’institution d’un apprentissage, la création de sociétés. À Saint-Étienne, on compte 4 colporteurs en 1710, 14 en 1754, 23 en 1756, 45 en 1779. La réussite de quelques-uns leur permet de devenir négociants, droguistes, confiseurs, cafetiers, teinturiers, vinaigriers. La création des écoles de pharmacie en 1803 est une étape qui amorce le déclin de cette activité, avec l’interdiction de soigner. L’activité limitée à la vente d’herbes, la profession est réglementée et les magasins sont soumis à une inspection annuelle. Enfin, le régime de Vichy décrète la perte du statut légal en 1941.

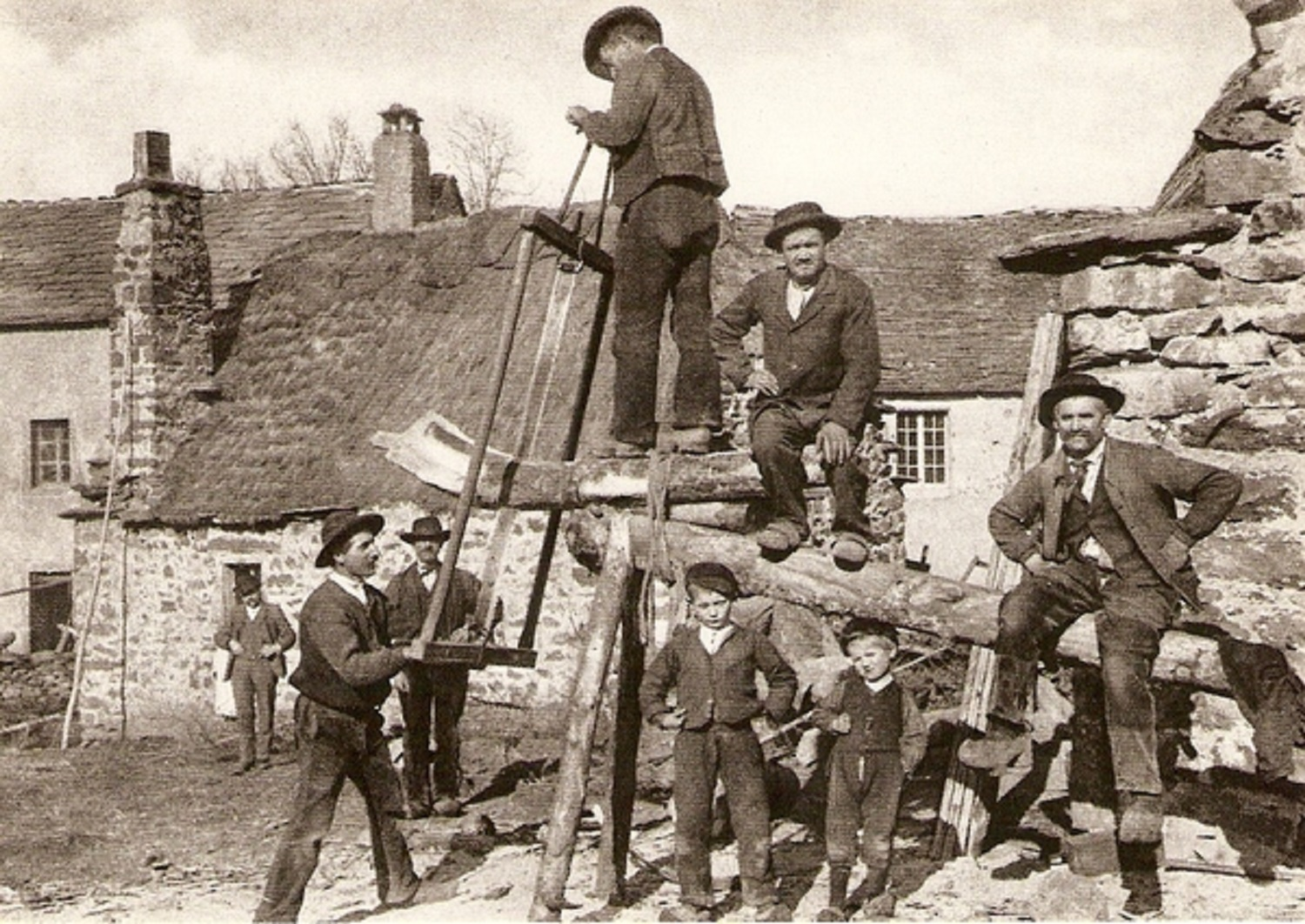
Scieurs de long du Forez vers 1900

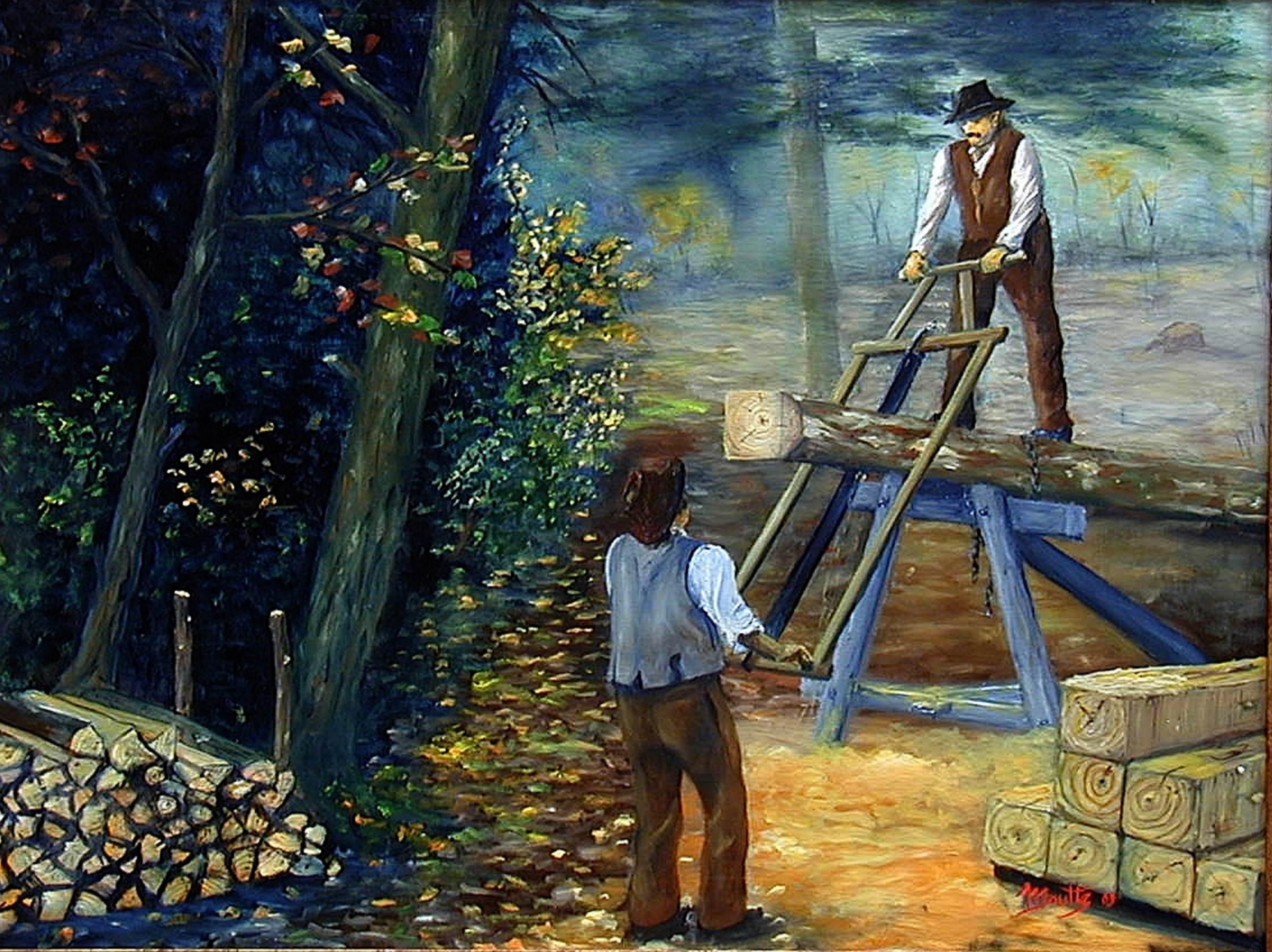
Scieurs de long dans la montagne de Lure

Venus des monts du Forez, les scieurs de long partaient à la scie de la Saint-Michel à la Saint-Jean vers des climats plus méridionaux. La montagne de Lure, suivie du mont Ventoux fut un de leurs lieux de prédilection. Organisés en brigades, venant du même village et souvent parents, ils apportaient leurs scies pour débiter les troncs des hêtres en planches. Si quelques-uns avaient fait le voyage au cours du XVIIIe siècle, le mouvement reste assez limité : ce n’est qu’au XIXe siècle que ce phénomène prendra toute son ampleur.

### Révolution française et Premier Empire

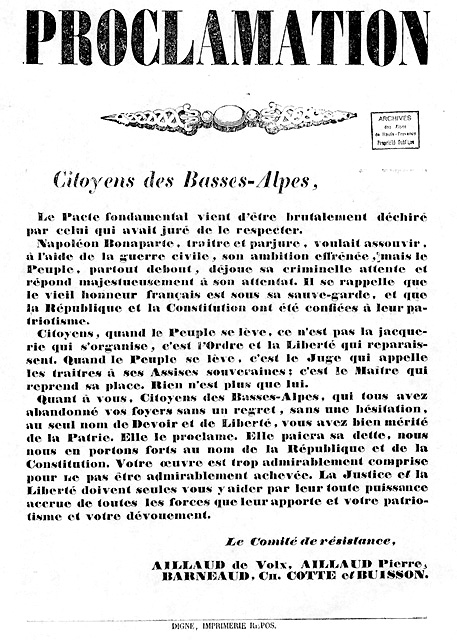
Proclamation contre le coup d'État de 1851 dans les Basses-Alpes

Durant la Révolution, la société patriotique de la commune y est créée pendant l’été 1792. Pour suivre le décret de la Convention du 25 vendémiaire an II invitant les communes ayant des noms pouvant rappeler les souvenirs de la royauté, de la féodalité ou des superstitions, à les remplacer par d'autres dénominations, la commune change de nom pour Montlure.
Le Premier Empire est la période où l’on renoue avec des pratiques d’Ancien Régime : par exemple, l’hôpital est à nouveau géré par les plus fortunés de la commune.

### Époque contemporaine
Avec la Restauration, les familles nobles reviennent et tentent de faire valoir d’anciens droits, comme les Oraison qui ouvre un procès en 1825 contre la commune de Saint-Étienne à propos des droits d’usage sur la forêt de Lure. Le procès est perdu par les Oraison. En 1817, la commune obtient de la préfecture l’installation d’un médecin au village, qui est tenu (et salarié) de soigner les plus pauvres gratuitement. L’hôpital organise de plus en plus son action par des distributions de pain et de farine à domicile.
Saint-Étienne-les-Orgues prospère à cette époque : on compte une fonderie de fonte qui exploite la forêt de la montagne de Lure. L’augmentation de population est aussi due à l’installation des charbonniers auvergnats, qui auparavant ne venaient que pour la saison. En effet, le gros de leur contingent vint travailler dans les forêts de Lure à partir du Premier Empire : à Saint-Étienne-les-Orgues la population passa de 700 habitants, en 1806, à 1 326, en 1836. Leurs livrets d'ouvriers, obligatoirement visés par les autorités, ont permis de connaître leurs noms et leurs lieux d'origine. Ils arrivaient de Saillant, Usson-en-Forez et Saint-Julien-Chapteuil. Ils se nommaient Allivot, Savinel, Courveille, Jouvet, Bouillon ou Faveral et leurs patronymes se retrouvent encore sur place quand ils ont fait souche. Installés, ils devenaient marchands de bois ou de vin.
En 1836, la mairie qui était trop à l’étroit, et l’hôpital qui avait trop de place, échangent leurs locaux. L’hôpital devient officiellement le « bureau de bienfaisance », installé au-dessus du four communal, et n’héberge plus de pauvres malades qu’exceptionnellement.
Après la révolution de février 1848, le « parti de l’ordre » remporte les élections du 13 mai 1849, mais les socialistes obtiennent des succès dans le département, notamment grâce au tribun André Ailhaud, dit Ailhaud de Volx. Le 8 janvier 1850, la présence d'Ailhaud à Saint-Étienne-les-Orgues, où il était venu assister au mariage de sa nièce Octavie déclencha une manifestation anti-gouvernementale. Le mariage célébré à la mairie par Joseph Granger, premier adjoint au maire, les invités se rendirent en défilé au cabaret d’André Gondran où le repas était prévu. Au cours de celui-ci, à la demande générale, le tribun debout sur une table, exhorta les convives à la défense de la République et de ses valeurs. Les applaudissements furent nourris et ceux du premier adjoint immédiatement dénoncés au maire Prosper Hyacinthe Tardieu. Ce dernier envoya une missive, pour le faire démettre, à son ami Alphonse Paillard, sous-préfet de Forcalquier, qui obtempéra.
En 1851, à la suite du coup d'État du 2 décembre de Louis-Napoléon Bonaparte, les pays de Sisteron, Forcalquier, Manosque développent une résistance pour défendre la République : 15 000 hommes en armes sont mobilisés. Les insurgés prennent le contrôle de la préfecture à Digne, et forment un « Comité départemental de résistance ». L'armée, ralliée à Napoléon III, vient à bout de ce mouvement. Après l’échec de l’insurrection, une sévère répression poursuit ceux qui se sont levés pour défendre la République : 35 habitants de Saint-Étienne-les-Orgues, dont deux femmes, sont traduits devant la commission mixte, la majorité étant condamnés à la déportation en Algérie.
Comme de nombreuses communes du département, Saint-Étienne-les-Orgues se dote d’une école bien avant les lois Jules Ferry : en 1863, elle en possède déjà une qui dispense une instruction primaire aux garçons, au chef-lieu. La même instruction est donnée aux filles : la loi Falloux (1851) impose en effet l’ouverture d’une école de filles aux communes de plus de 800 habitants.
En 1873, le four communal est démoli. Le bureau de bienfaisance est déplacé dans l’école des filles.
Durant la Seconde Guerre mondiale, le département est occupé par l'Italie de novembre 1942 à septembre 1943, puis par l'Allemagne nazie jusqu'en août 1944. Une compagnie de travailleurs malgaches est stationnée à Saint-Étienne-les-Orgues durant cette guerre. Elle est bombardée par strafing le 8 octobre 1943, alors qu’elle bûcheronnait dans la forêt de Lardiers. Aucun Malgache n’est touché. En juillet 1944, la brigade de gendarmerie déménage à Forcalquier.
Jusqu’au milieu du XXe siècle, la vigne était cultivée à Saint-Étienne-les-Orgues. Le vin produit, de qualité médiocre, était destiné à l’autoconsommation. Cette culture est aujourd’hui abandonnée. De la même façon, l’olivier, cultivé sur de petites surfaces au XIXe siècle, jusqu’à l’altitude de 600 mètres, exceptionnellement jusqu’à 700 mètres, a aujourd’hui disparu. En 1950, c’est la fermeture définitive du bureau de bienfaisance communal après plus de trois siècles d’existence sous diverses formes.
La commune perd près des deux-tiers de sa population en un peu plus d'un siècle, passant de 1 326 habitants en 1836 à 477 en 1962. Elle a connu une importante croissance depuis, dépassant à nouveau les 1 000 habitants dans les années 2000.

## Politique et administration

### Administration municipale
De par sa taille, la commune dispose d'un conseil municipal de 15 membres (article L2121-2 du Code général des collectivités territoriales). Lors du scrutin de 2008, il y eut deux tours (neuf élus au premier tour et six au second) et Guy Piana a été élu conseiller municipal avec le quatrième total de 409 voix, soit 51,51 % des suffrages exprimés. La participation a été de 82,88 %. Elle a ensuite été nommée maire par le conseil municipal.

### Liste des maires
L'élection du maire est la grande innovation de la Révolution de 1789. De 1790 à 1795, les maires sont élus au suffrage censitaire pour 2 ans. De 1795 à 1800, il n’y a pas de maires, la commune se contente de désigner un agent municipal qui est délégué à la municipalité de canton.
En 1799-1800, le Consulat revient sur l'élection des maires, qui sont désormais nommés par le pouvoir central. Ce système est conservé par les régimes suivants, à l'exception de la Deuxième République (1848-1851). Après avoir conservé le système autoritaire, la Troisième République libéralise par la loi du 5 avril 1884 l'administration des communes : le conseil municipal, élu au suffrage universel, élit le maire en son sein.
| Période                                  | Période     | Identité                  | Étiquette | Qualité |
| ---------------------------------------- | ----------- | ------------------------- | --------- | --- |
| vers 1850                                |             | Prosper Hyacinthe Tardieu |           | |
|                                          |             |                           |           | |
| mai 1945                                 |             | Charles Caste             | Résistant | ancien Résistant, se présente sous cette étiquette. Conseiller général                                                  |
|                                          |             |                           |           | |
| 1968                                     | 1977        | Edmond Gaubert            |           | né en 1927 |
|                                          |             |                           |           | |
| avant 2005                               |             | André Rippert             |           | mort en fonction |
|                                          | 2008        | Roger Dolidier            |           | |
| mars 2008                                | 2014        | Guy Piana,                | DVG,      | Ancien proviseur |
| avril 2014                               | 25 mai 2020 | Khaled Benferhat          | DVG       | Conseiller départemental (2015-) Vice-président de la Communauté de communes du pays de Forcalquier et montagne de Lure |
| 25 mai 2020                              | En cours    | Patricia Paul             | DVD       | |
| Les données manquantes sont à compléter. |             |                           |           | |

### Intercommunalité
Saint-Étienne-les-Orgues fait partie de la communauté de communes du pays de Forcalquier et montagne de Lure.

### Fiscalité locale
| Taxe                                        | Part communale | Part intercommunale | Part départementale | Part régionale |
| ------------------------------------------- | -------------- | ------------------- | ------------------- | -------------- |
| Taxe d'habitation                           | 7,88 %         | 0,00 %              | 5,53 %              | 0,00 %         |
| Taxe foncière sur les propriétés bâties     | 14,71 %        | 0,00 %              | 14,49 %             | 2,36 %         |
| Taxe foncière sur les propriétés non bâties | 51,48 %        | 0,00 %              | 47,16 %             | 8,85 %         |
| Taxe professionnelle                        | 0,00 %         | 19,08 %             | 10,80 %             | 3,84 %         |

La part régionale de la taxe d'habitation n'est pas applicable.
La taxe professionnelle est remplacée en 2010 par la cotisation foncière des entreprises portant sur la valeur locative des biens immobiliers et par la contribution sur la valeur ajoutée des entreprises (les deux formant la contribution économique territoriale qui est un impôt local instauré par la loi de finances pour 2010).

### Jumelages
| Saint-Étienne-les-Orgues Torre Canavese |

- Torre Canavese  (Italie) depuis 2009[75]. C'est une commune italienne de 587 habitants (au 31 décembre 2009) de la province de Turin dans la région Piémont

### Services publics
Une brigade de gendarmerie de proximité est implantée à Saint-Étienne-les-Orgues. Elle dépend de celle de Banon.

## Population et société

### Démographie
L'évolution du nombre d'habitants est connue à travers les recensements de la population effectués dans la commune depuis 1765. Pour les communes de moins de 10 000 habitants, une enquête de recensement portant sur toute la population est réalisée tous les cinq ans, les populations de référence des années intermédiaires étant quant à elles estimées par interpolation ou extrapolation. Pour la commune, le premier recensement exhaustif entrant dans le cadre du nouveau dispositif a été réalisé en 2008.
En 2022, la commune comptait 1 297 habitants, en évolution de +1,89 % par rapport à 2016 (Alpes-de-Haute-Provence : +2,84 %, France hors Mayotte : +2,11 %).
| 1765 | 1793 | 1800 | 1806 | 1821  | 1831  | 1836  | 1841  | 1846  |
| ---- | ---- | ---- | ---- | ----- | ----- | ----- | ----- | ----- |
| 880  | 880  | 984  | 942  | 1 083 | 1 169 | 1 326 | 1 208 | 1 176 |

| 1851  | 1856  | 1861  | 1866  | 1872  | 1876  | 1881  | 1886 | 1891 |
| ----- | ----- | ----- | ----- | ----- | ----- | ----- | ---- | ---- |
| 1 200 | 1 150 | 1 115 | 1 039 | 1 039 | 1 038 | 1 002 | 930  | 878  |

| 1896 | 1901 | 1906 | 1911 | 1921 | 1926 | 1931 | 1936 | 1946 |
| ---- | ---- | ---- | ---- | ---- | ---- | ---- | ---- | ---- |
| 833  | 770  | 768  | 851  | 682  | 650  | 580  | 568  | 521  |

| 1954 | 1962 | 1968 | 1975 | 1982 | 1990  | 1999 | 2006  | 2008  |
| ---- | ---- | ---- | ---- | ---- | ----- | ---- | ----- | ----- |
| 507  | 477  | 478  | 561  | 679  | 1 091 | 873  | 1 149 | 1 222 |

| 2013  | 2018  | 2022  | - | - | - | - | - | - |
| ----- | ----- | ----- | - | - | - | - | - | - |
| 1 249 | 1 320 | 1 297 | - | - | - | - | - | - |

| 1315    | 1418     | 1442     | 1471    |
| ------- | -------- | -------- | ------- |
| 52 feux | inhabité | inhabité | 14 feux |

Au Moyen Âge, Saint-Étienne se caractérise par une longue période d'abandon, pendant la plus grande partie du XVe siècle.
L'histoire démographique de Saint-Étienne-les-Orgues est marquée par un maximum de population en 1836, suivi immédiatement d'un mouvement de diminution, sans période d'« étale » où la population serait restée à un niveau élevé. Cette diminution est lente et dure longtemps : c'est en 1926 que la commune perd la moitié de sa population de 1836. Elle est repassée au-dessus de ce niveau en 1982, et se rapproche actuellement de son plus haut démographique.

### Enseignement
La commune est dotée d’une école primaire,. Ensuite les élèves sont affectés au collège départemental à Banon. Puis les élèves sont dirigés vers les lycées de Manosque, soit le lycée polyvalent Les Iscles soit le lycée Félix-Esclangon.

### Cultes
La commune fait partie du secteur paroissial Montagne de Lure.

## Économie

### Revenus de la population et fiscalité
En 2008, le revenu fiscal médian par ménage était de 16 716 €,
ce qui plaçait Fontette au 18 669e rang parmi les 31 604 communes de plus de 50 ménages en métropole.
Essentiellement agricole[réf. nécessaire], l'économie de Saint-Étienne est complétée par des activités de commerces et de services.

### Agriculture

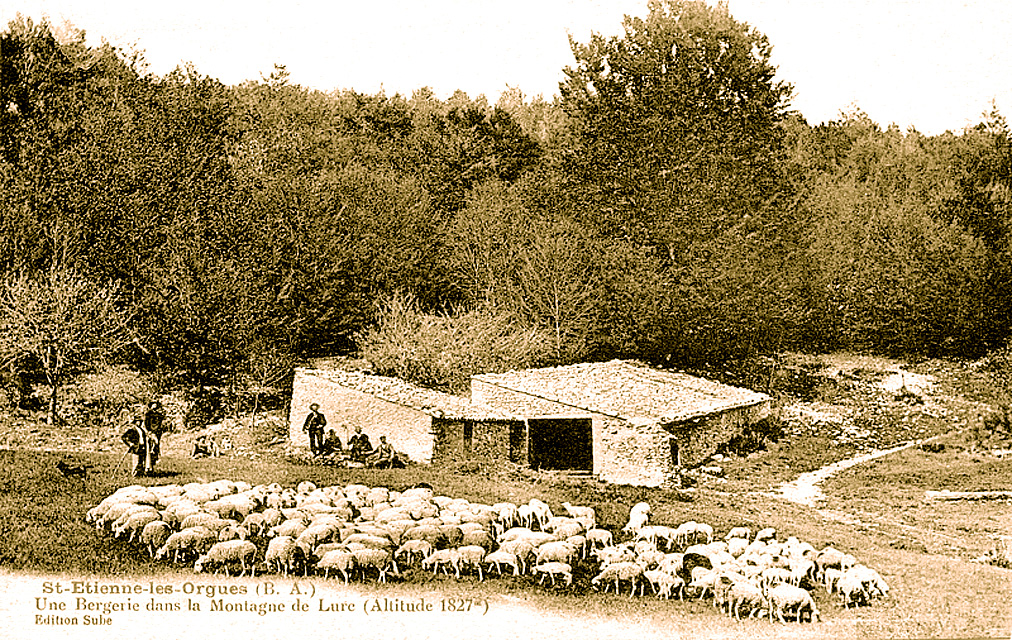
Sur la montagne de Lure, alpage au début du XXe siècle

Les agriculteurs de la commune de Saint-Étienne-les-Orgues peuvent prétendre à deux labels appellation d'origine contrôlée (AOC) (huile essentielle de lavande de Haute-Provence et banon) et à neuf labels indication géographique protégée (IGP) (miel de Provence, agneau de Sisteron.
Parmi les labels IGP, les six concernant le vin (alpes-de-haute-provence (IGP) blanc, rouge et rosé et VDP de Méditerranée blanc, rouge et rosé) ne sont pas utilisées, la vigne n’étant pas cultivée pour une production commerciale dans la commune. Il en est de même pour l’huile d’olive.

Productions agricoles de Saint-Étienne-les-Orgues.
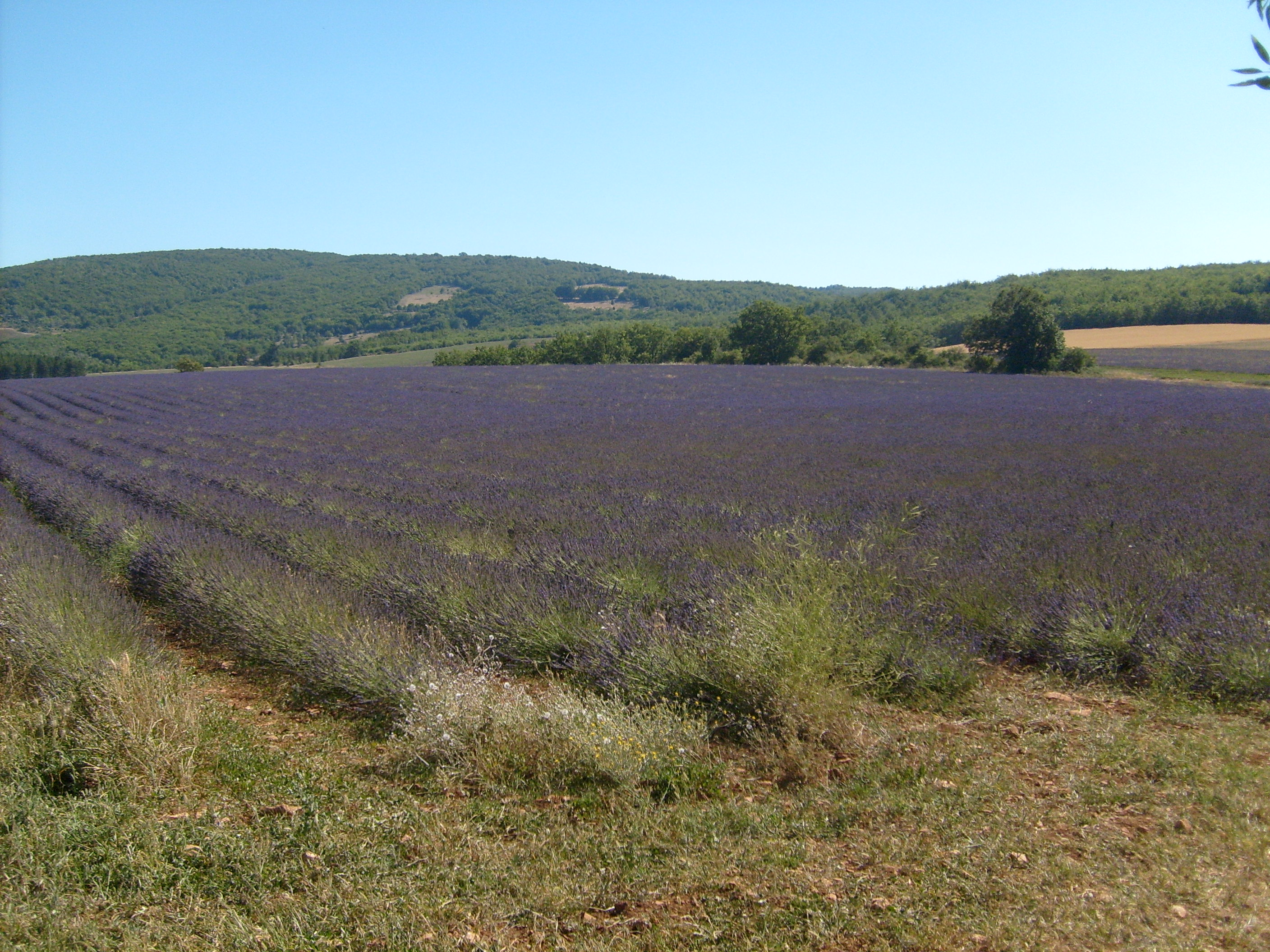
Champ de lavande sur le plateau d'Albion.
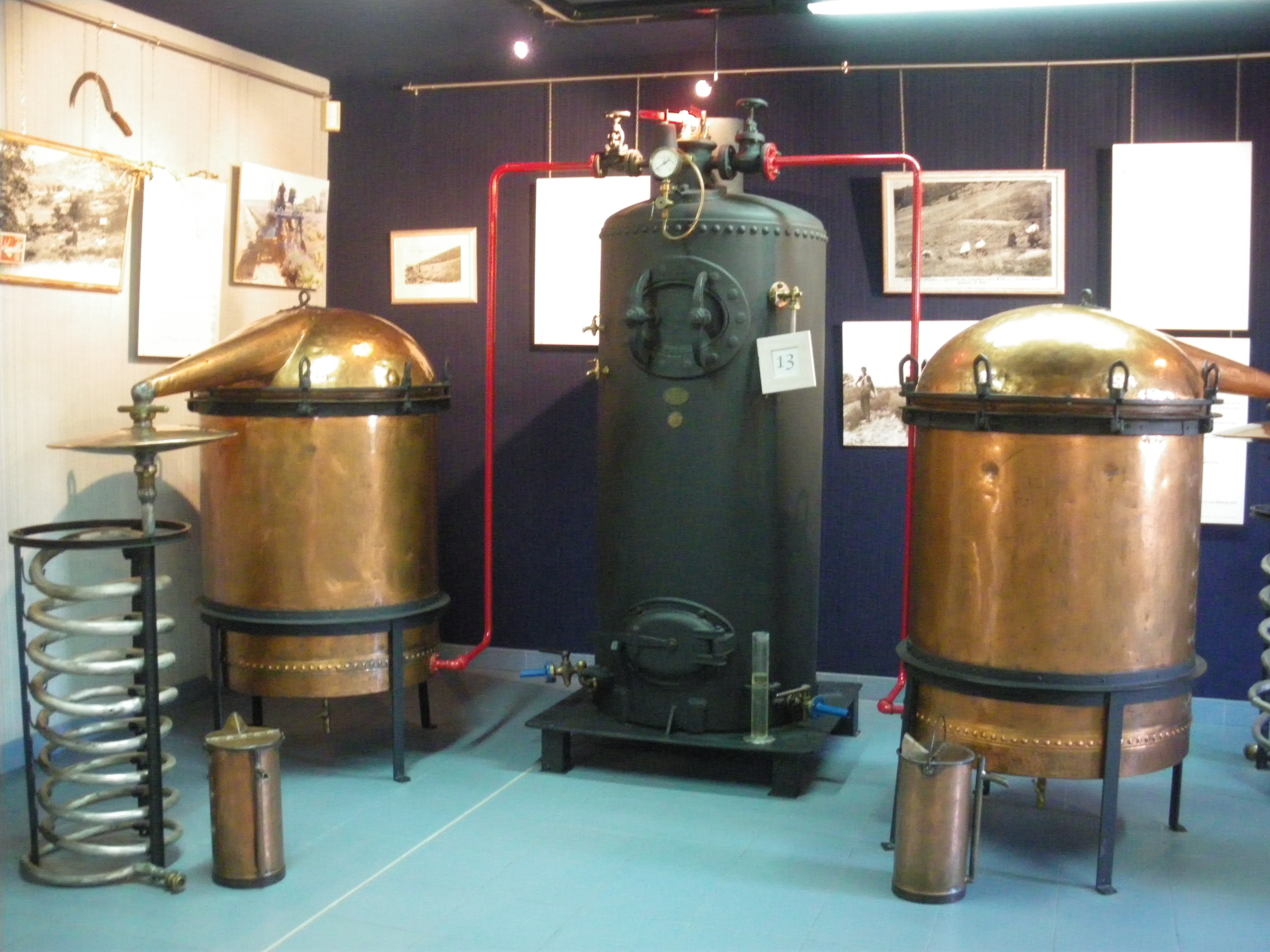
Alambics pour distiller la lavande.
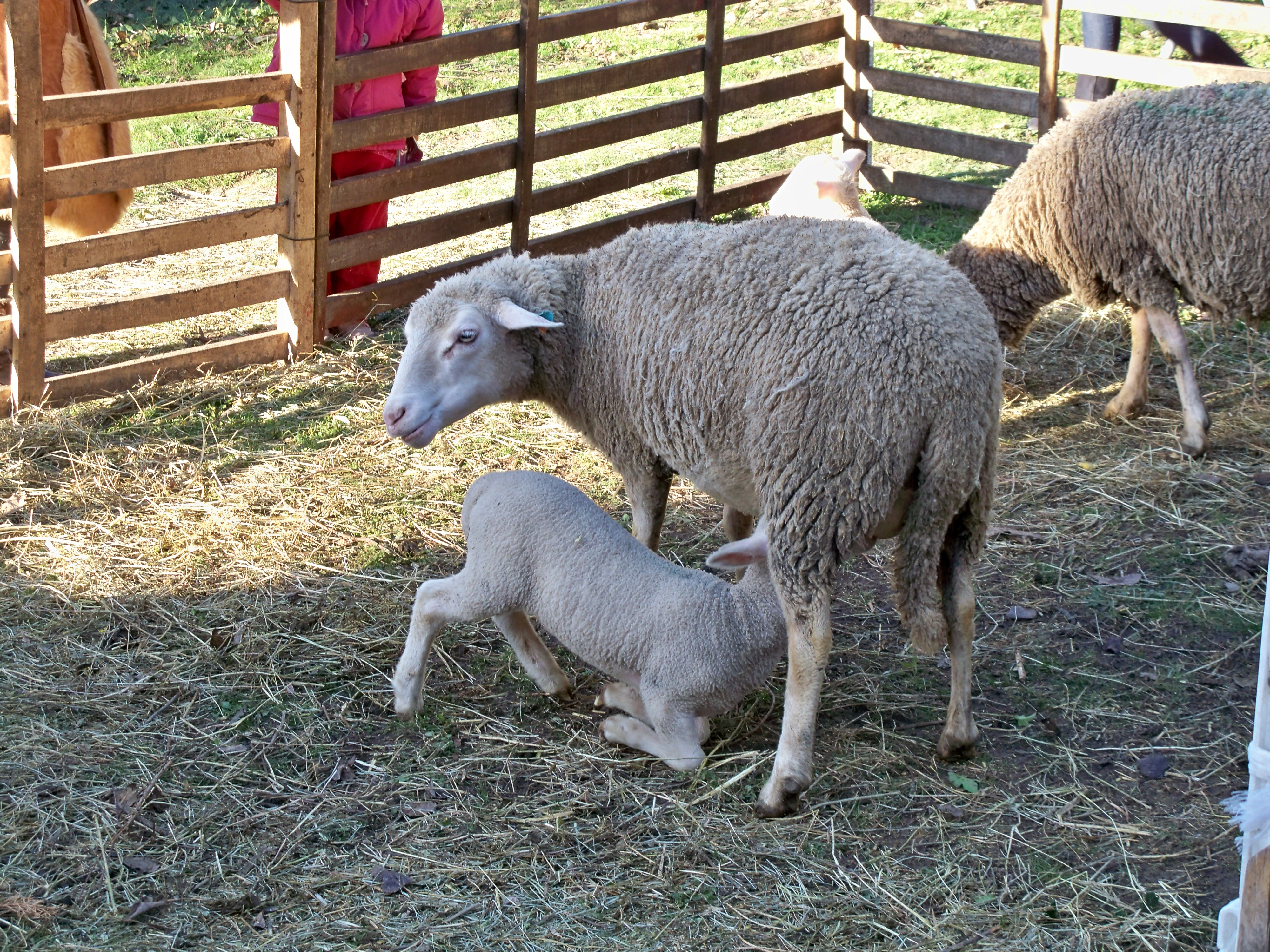
Agneau de Sisteron élevé sous sa mère.
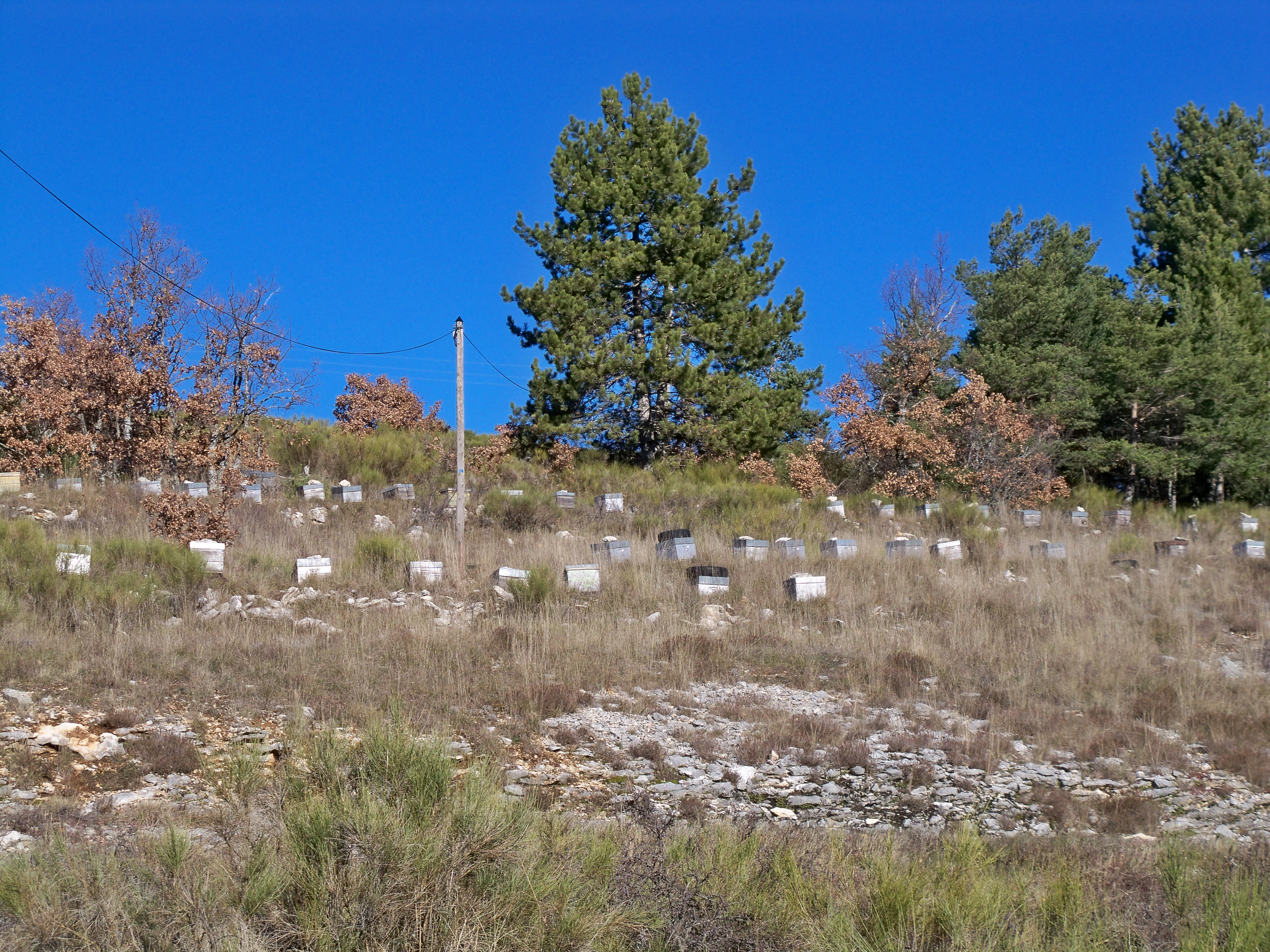
Ruches à la Combe du Pommier.
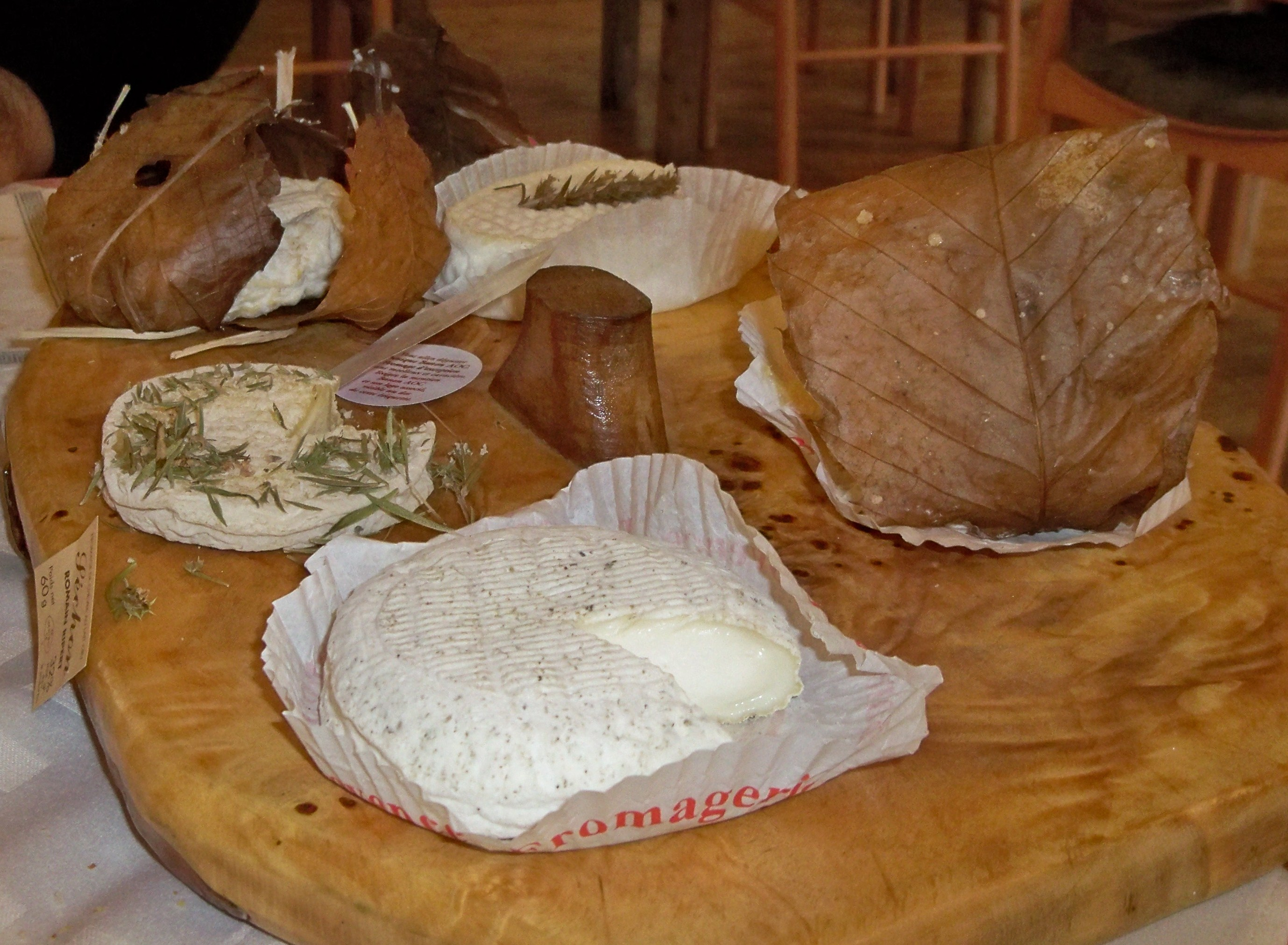
Plateau d'AOC Banon dans un restaurant de Revest-du-Bion.

### Industrie
Les Papeteries Mosca et Belmonte emploient 17 salariés.

### Activités de services
De la station de ski installée sur la montagne de Lure dans les années 1930 ne restent que deux téléskis pour l'initiation. Le reste des équipements a été démantelé après plusieurs années d'abandon et de fait de leur obsolescence, faute d'enneigement suffisant en hiver.
Mais la commune complète ses activités touristiques par sa fréquentation estivale.

## Lieux et monuments
- Château du Truyas

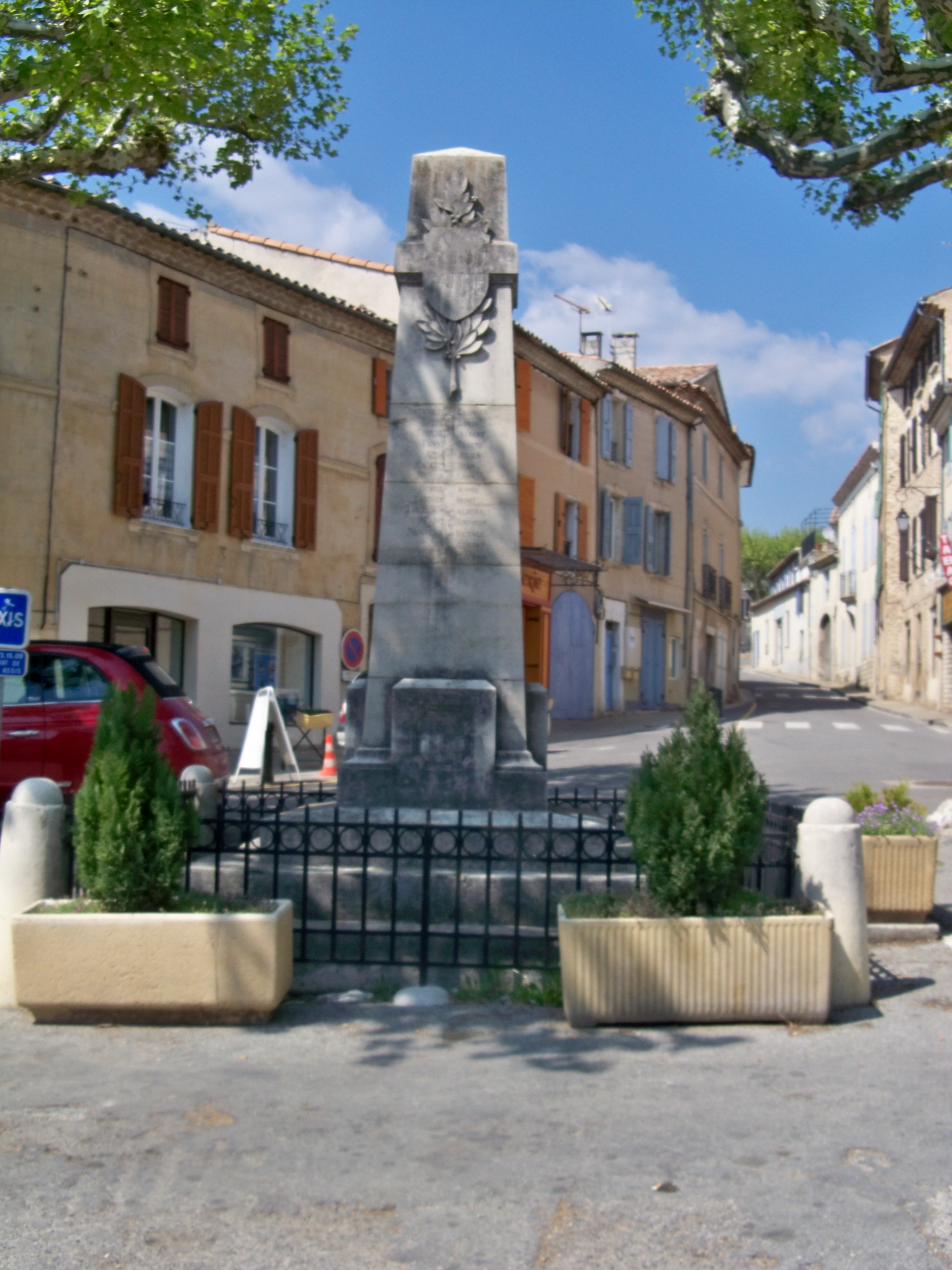
Monument aux morts

- Château du Tondu, du XVIIIe siècle. Le corps de logis rectangulaire se prolonge par une aile, achevée par une tour circulaire ; de l’autre côté, le bâtiment est doté de deux tours d’angles[93]

Au village, on peut encore voir quelques maisons de la fin du XVe siècle ou du début du XVIe siècle. Une ancienne grange romane, succédant à une existante au XIIe siècle, est médiévale. Elle est appelée l’Abbaye bien que n’ayant probablement jamais eu de fonction religieuse>,. À proximité, on voit encore les arches d’un aqueduc amenant l’eau à un ancien moulin (disparu). Une ancienne bastide se trouve au Trouillas
L’église Saint-Étienne, datant essentiellement du XVe siècle avec des parties du XVIe siècle, est voûtée en berceau (fin XVe siècle ou début du suivant). Son chœur pentagonal, et voûté sous croisée d'ogives, avec sept nervures rayonnantes et une particularité, un oculus en forme de croix. La porte latérale et la base du clocher, qui a été reconstruit, datent du XVe siècle.

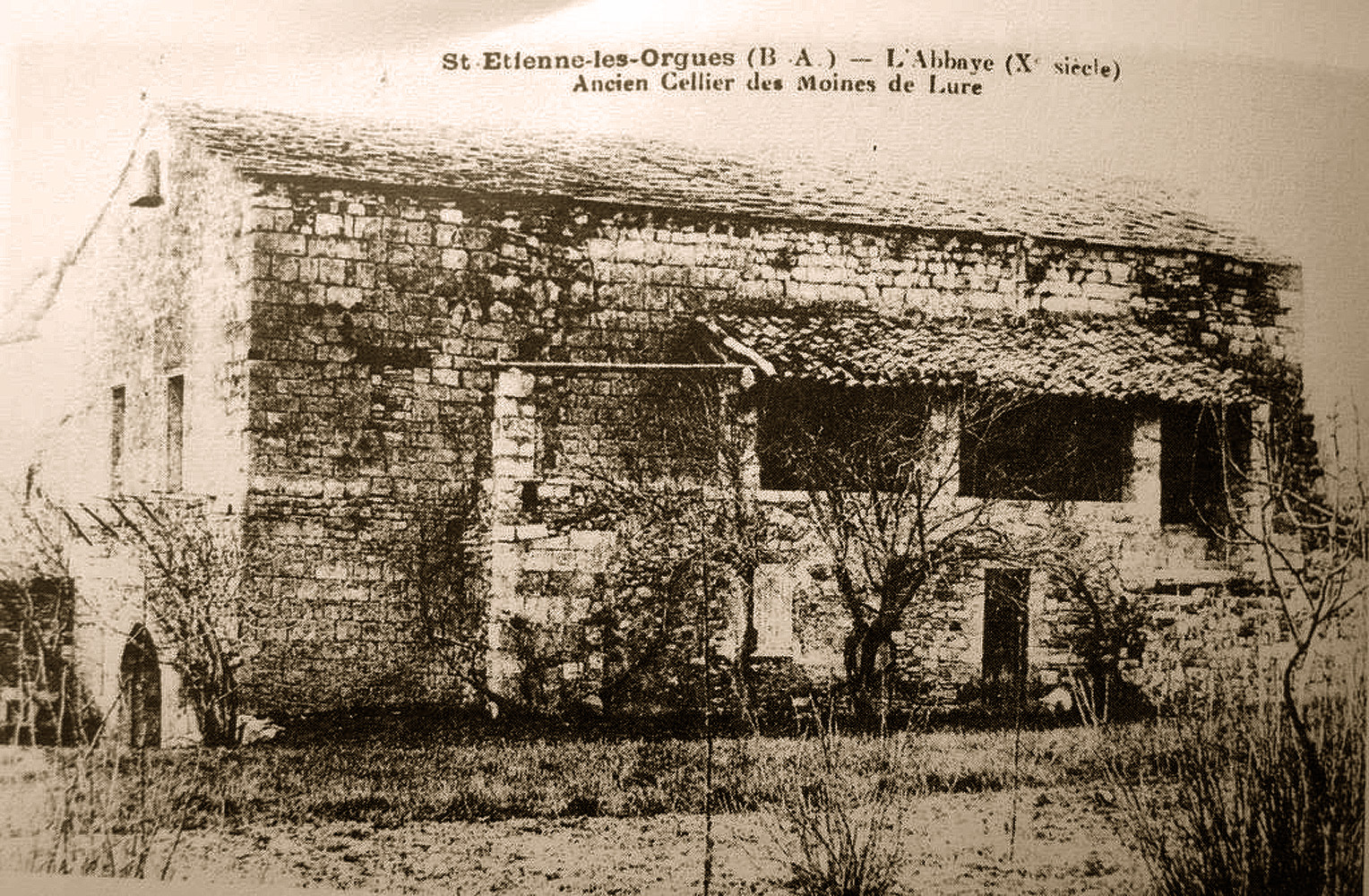
Abadié de Saint-Étienne-les-Orgues ancien cellier de l'abbaye de Lure

De l’abbaye Notre-Dame de Lure, ne subsiste que l’église, à 1 200 m d’altitude, classée monument historique.

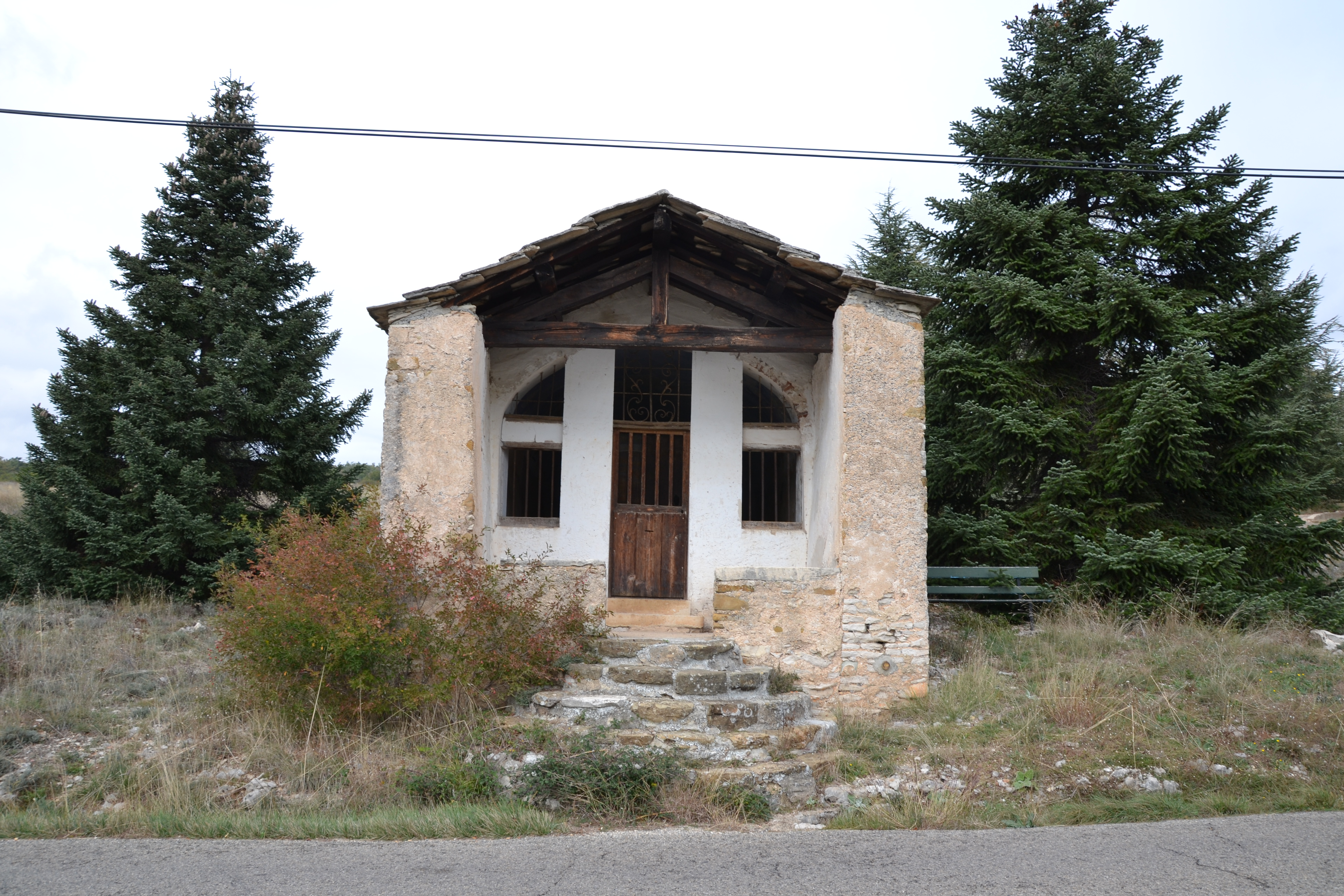
Chapelle Saint-Joseph, sur la route d’Ongles.

La chapelle Saint-Joseph est située à proximité du cimetière : son portail est une grille de bois. Orientée au nord, elle est voûtée et peut dater du XVIIIe siècle. La chapelle Saint-Sébastien date du Second Empire et est orientée au nord-ouest.
Vous ne parlez pas de la fabrique. Celle ci fabriquait des boulets de canon. Renseignez vous. Cordialement. Bernard 
- L’Abadié, ancien cellier de l’abbaye
- Ermitage Saint-Donat
- Chapelle du Vigneau

## Personnalités liées à la commune
- Gisèle Roche-Galopini, écrivaine
- Pons (Eugène Flavien), personne morte en déportation.
- Roland André dit Delbosco Fils, artiste peintre.

## Héraldique
| Blason de Saint-Étienne-les-Orgues | Blason  | D'azur à un saint Étienne vêtu en diacre, d'or, posé à dextre sur une terrasse de sable, les bras étendus et levant les yeux au ciel, et senestré en chef d'une main fermée aussi d'or mouvante du haut du flanc senestre et soutenue de trois cailloux du même mal ordonnés. |
| Blason de Saint-Étienne-les-Orgues | Détails | Armes parlantes. Le statut officiel du blason reste à déterminer. |